# Macedónia a 2002. évi téli olimpiai játékokon
Macedónia az egyesült államokbeli Salt Lake Cityben megrendezett 2002. évi téli olimpiai játékok egyik részt vevő nemzete volt. Az országot az olimpián 2 sportágban 2 sportoló képviselte, akik érmet nem szereztek.

## Alpesisí
Férfi
| Versenyző       | Versenyszám      | 1. futam      | 1. futam      | 2. futam | 2. futam | Összesítés | Összesítés |
| Versenyző       | Versenyszám      | Idő           | Hely.         | Idő      | Hely.    | Idő        | Helyezés   |
| --------------- | ---------------- | ------------- | ------------- | -------- | -------- | ---------- | ---------- |
| Dejan Panovszki | Műlesiklás       | nem ért célba | nem ért célba | kiesett  | kiesett  | kiesett    | kiesett    |
| Dejan Panovszki | Óriás-műlesiklás | 1:20,48       | 65.           | 1:18,30  | 52.      | 2:38,78    | 52.        |

## Sífutás
Férfi
| Versenyző      | Versenyszám | Selejtező | Selejtező | Negyeddöntő | Negyeddöntő | Elődöntő | Elődöntő | B döntő | B döntő | Döntő     | Döntő    |
| Versenyző      | Versenyszám | Idő       | Hely.     | Idő         | Hely.       | Idő      | Hely.    | Idő     | Hely.   | Idő       | Helyezés |
| -------------- | ----------- | --------- | --------- | ----------- | ----------- | -------- | -------- | ------- | ------- | --------- | -------- |
| Gjoko Dineszki | Sprint      | 3:29,29   | 64.       | kiesett     | kiesett     | kiesett  | kiesett  | kiesett | kiesett | kiesett   | 63.      |
| Gjoko Dineszki | 30 km       |           |           |             |             |          |          |         |         | 1:33:33,9 | 68.      |